# كورت ألدر
كورت ألدر (بالألمانية: Kurt Alder) هو كيميائي ألماني ولد في 10 يوليو 1902 وتوفي في 20 يونيو 1958.
درس في جامعة كيل حيث كان تلميذ من ثم مساعد أوتو ديلس. تحصل على الدكتوراه سنة 1916. واصل أبحاثه في الجامعة حيث عين محاضرا سنة 1930 ومن ثم بروفسورا سنة 1934.
من سنة 1936 إلى سنة 1940 عمل كمدير أبحاث لباير فرك في ليفركوزن.
درس الكيمياء التطبيقية والتقنية في جامعة كولون حيث عين بوفسورا ومدير معهد الكيمياء بالجامعة منذ سنة 1940 إلى وفاته.
تقاسم جائزة نوبل في الكيمياء مع أوتو ديلس سنة 1950.

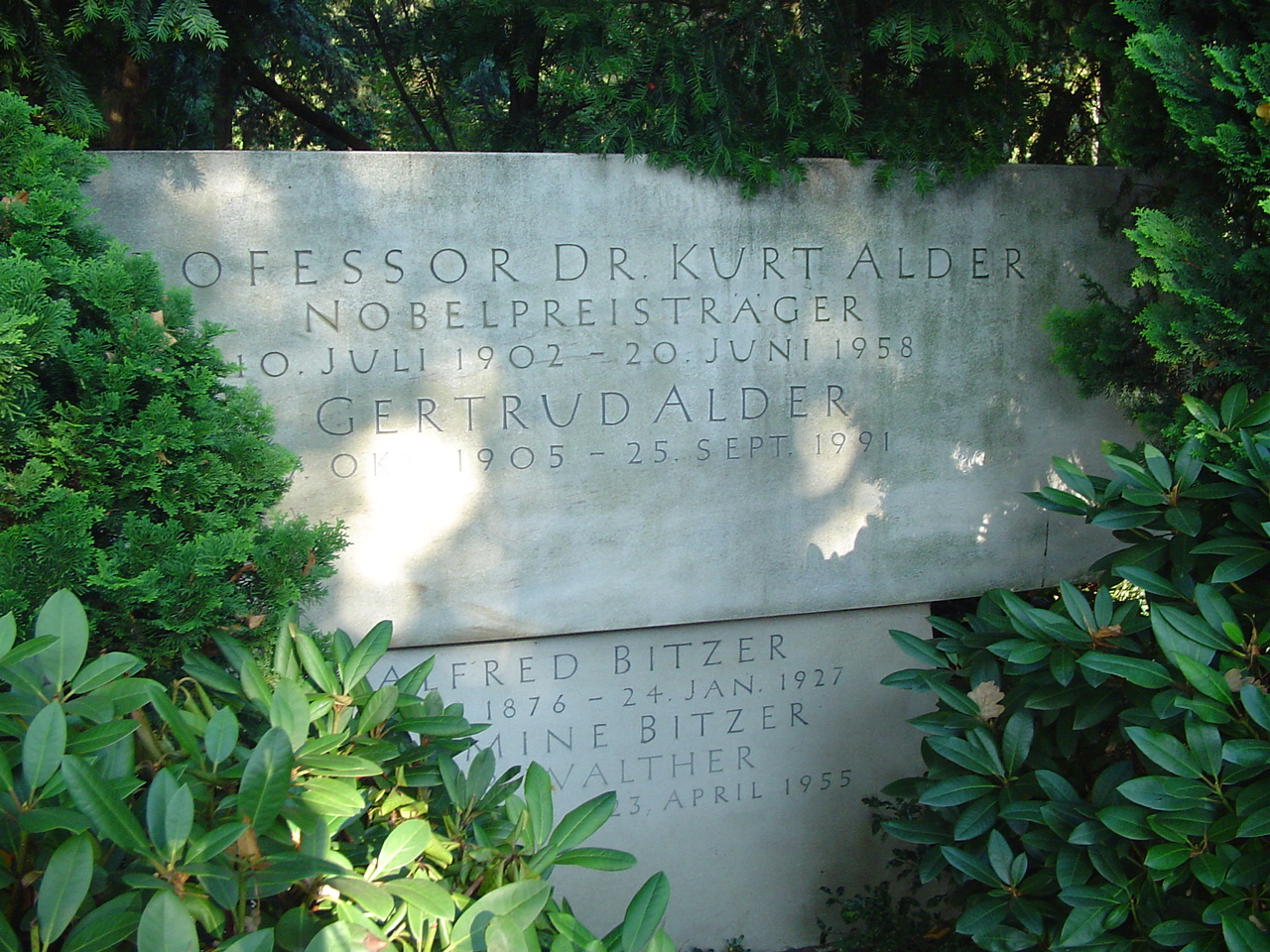
قبر كورت ألدر

## روابط خارجية
- كورت ألدر على موقع الموسوعة البريطانية (الإنجليزية)
- كورت ألدر على موقع مونزينجر (الألمانية)
- كورت ألدر على موقع إن إن دي بي (الإنجليزية)